# Shirley (Derbyshire)
Pour les articles homonymes, voir Shirley.
Shirley est une paroisse civile et un village du Derbyshire, en Angleterre.